# Andrea Petagna
Andrea Petagna, né le 30 juin 1995 à Trieste, est un footballeur international Italien qui évolue au poste d'avant-centre à Cagliari Calcio, en prêt de l'AC Monza.
Son grand-père Francesco Petagna (it) (1923-2000), était également un joueur de Série A.

## Carrière

### Club

#### Ses débuts
Andrea Petagna est formé à l'AC Milan. Le 4 décembre 2012, il réalise ses débuts professionnels sous les ordres de Massimiliano Allegri, lors d'une rencontre de  Ligue des champions face au Zénith Saint-Pétersbourg où il entre en jeu à la 90e minute, en remplacement de Bojan, mais ne peux empêcher la défaite des siens (0-1), à cause d'un but de Danny, inscrit alors qu'il était encore sur le banc.

## Statistiques
| Saison                | Club                   | Championnat           | Championnat | Championnat | Coupe(s) nationale(s) | Coupe(s) nationale(s) | Compétition(s) continentale(s) | Compétition(s) continentale(s) | Compétition(s) continentale(s) | Total | Total |
| Saison                | Club                   | Division              | M.          | B.          | M.                    | B.                    | Comp.                          | M.                             | B.                             | M.    | B.    |
| 2012-2013             | AC Milan               | Série A               | 0           | 0           | 0                     | 0                     | C1                             | 1                              | 0                              | 1     | 0     |
| 2013-2014             | AC Milan               | Série A               | 3           | 0           | 2                     | 0                     | C1                             | -                              | -                              | 5     | 0     |
| Sous-total            | Sous-total             | Sous-total            | 3           | 0           | 2                     | 0                     | -                              | 1                              | 0                              | 6     | 0     |
| 2013-2014             | UC Sampdoria           | Série A               | 3           | 0           | 1                     | 0                     | -                              | -                              | -                              | 4     | 0     |
| 2014-2015             | Latina                 | Série B               | 10          | 0           | -                     | -                     | -                              | -                              | -                              | 10    | 0     |
| 2014-2015             | Latina                 | Série B               | 14          | 1           | -                     | -                     | -                              | -                              | -                              | 14    | 1     |
| 2015-2016             | Ascoli                 | Série B               | 32          | 7           | -                     | -                     | -                              | -                              | -                              | 32    | 7     |
| Sous-total            | Sous-total             | Sous-total            | 59          | 8           | 1                     | 0                     | -                              | 0                              | 0                              | 60    | 8     |
| 2016-2017             | Atalanta Bergame       | Série A               | 34          | 5           | 2                     | 0                     | -                              | -                              | -                              | 36    | 5     |
| 2017-2018             | Atalanta Bergame       | Série A               | 29          | 4           | 2                     | 0                     | C3                             | 8                              | 2                              | 39    | 6     |
| Sous-total            | Sous-total             | Sous-total            | 63          | 9           | 4                     | 0                     | -                              | 8                              | 2                              | 75    | 11    |
| 2018-2019             | SPAL                   | Série A               | 36          | 16          | 1                     | 1                     | -                              | -                              | -                              | 37    | 17    |
| 2019-2020             | SPAL                   | Série A               | 36          | 12          | 1                     | 0                     | -                              | -                              | -                              | 37    | 12    |
| Sous-total            | Sous-total             | Sous-total            | 72          | 28          | 2                     | 1                     | -                              | 8                              | 2                              | 82    | 31    |
| 2020-2021             | SSC Naples             | Série A               | 27          | 4           | 3                     | 1                     | C3                             | 6                              | 0                              | 36    | 5     |
| 2021-2022             | SSC Naples             | Série A               | 24          | 3           | 1                     | 1                     | C3                             | 7                              | 0                              | 32    | 4     |
| Sous-total            | Sous-total             | Sous-total            | 51          | 7           | 4                     | 2                     | -                              | 13                             | 0                              | 68    | 9     |
| 2022-2023             | AC Monza (prêt)        | Série A               | 31          | 4           | 1                     | 1                     | -                              | -                              | -                              | 32    | 5     |
| Sous-total            | Sous-total             | Sous-total            | 31          | 4           | 1                     | 1                     | -                              | 0                              | 0                              | 32    | 5     |
| 2023-2024             | Cagliari Calcio (prêt) | Série A               | 17          | 1           | 2                     | 0                     | -                              | -                              | -                              | 19    | 1     |
| Sous-total            | Sous-total             | Sous-total            | 17          | 1           | 2                     | 0                     | -                              | 0                              | 0                              | 19    | 1     |
| Total sur la carrière | Total sur la carrière  | Total sur la carrière | 296         | 57          | 16                    | 4                     | -                              | 22                             | 2                              | 334   | 63    |